# Poison Pen
Poison Pen è il terzo album in studio del rapper statunitense Chino XL, pubblicato nel 2006.

## Tracce
1. Intro
2. Poison Pen
3. Even If It Kills Me
4. Messiah
5. Wordsmith Intro (Interlude)
6. Wordsmith
7. Beastin' (feat. Killah Priest)
8. Skin
9. Don't Fall Me Now (feat. The Beatnuts)
10. Our Time (feat. Proof)
11. B-Boy Intro (Interlude)
12. B-Boy Gangsta
13. Talk to You
14. What You Lookin' At
15. Can't Change Me Intro
16. Can't Change Me
17. All I Wanna Do... (Bout Nuthin')/Nunca (Bonus track)